# Liste der Bodendenkmäler in Grettstadt
Auf dieser Seite sind die Bodendenkmäler in der unterfränkischen Gemeinde Grettstadt zusammengestellt. Diese Tabelle ist eine Teilliste der Liste der Bodendenkmäler in Bayern. Grundlage ist die Bayerische Denkmalliste, die auf Basis des Bayerischen Denkmalschutzgesetzes vom 1. Oktober 1973 erstmals erstellt wurde und seither durch das Bayerische Landesamt für Denkmalpflege geführt wird. Die folgenden Angaben ersetzen nicht die rechtsverbindliche Auskunft der Denkmalschutzbehörde.

## Bodendenkmäler in Grettstadt
| Lage       | Objekt                                                                                        | Akten-Nr.     | Bild |
| ---------- | --------------------------------------------------------------------------------------------- | ------------- | ---- |
| (Standort) | Siedlung der Urnenfelderzeit.                                                                 | D-6-5927-0114 |      |
| (Standort) | Bestattungsplatz mit Grabhügeln vorgeschichtlicher Zeitstellung mit Bestattungen              | D-6-5928-0029 |      |
| (Standort) | Bestattungsplatz mit Grabhügel vorgeschichtlicher Zeitstellung.                               | D-6-5928-0030 |      |
| (Standort) | Freilandstation des Mesolithikums und Siedlung des Neolithikums.                              | D-6-5928-0031 |      |
| (Standort) | Siedlung des älteren Neolithikums.                                                            | D-6-5928-0032 |      |
| (Standort) | Siedlung des Neolithikums.                                                                    | D-6-5928-0033 |      |
| (Standort) | Bestattungsplatz mit Grabhügeln vorgeschichtlicher Zeitstellung.                              | D-6-5928-0038 |      |
| (Standort) | Untertägige Teile der frühneuzeitlichen Kath. Pfarrkirche St. Laurentius in Obereuerheim      | D-6-5928-0083 |      |
| (Standort) | Untertägige Teile des frühneuzeitlichen Schlosses Euerburg.                                   | D-6-5928-0084 |      |
| (Standort) | Fundamente von Vorgängerbauten der neuzeitlichen Kath. St.-Gallus-Kirche                      | D-6-5928-0086 |      |
| (Standort) | Siedlung der Urnenfelderzeit.                                                                 | D-6-6027-0031 |      |
| (Standort) | Siedlung vor- und frühgeschichtlicher Zeitstellung.                                           | D-6-6027-0121 |      |
| (Standort) | Siedlung vor- und frühgeschichtlicher Zeitstellung.                                           | D-6-6027-0122 |      |
| (Standort) | Siedlung vor- und frühgeschichtlicher Zeitstellung.                                           | D-6-6027-0123 |      |
| (Standort) | Siedlung vor- und frühgeschichtlicher Zeitstellung.                                           | D-6-6027-0124 |      |
| (Standort) | Siedlung vor- und frühgeschichtlicher Zeitstellung.                                           | D-6-6027-0125 |      |
| (Standort) | Siedlung der jüngeren Latènezeit, der römischen Kaiserzeit und des frühen Mittelalters.       | D-6-6027-0164 |      |
| (Standort) | Untertägige Teile der spätmittelalterlichen bis frühneuzeitlichen Kath. Pfarrkirche St. Peter | D-6-6027-0179 |      |
| (Standort) | Burgstall des Mittelalters.                                                                   | D-6-6027-0226 |      |
| (Standort) | Freilandstation des Mesolithikums und Siedlung der Urnenfelderzeit.                           | D-6-6028-0039 |      |
| (Standort) | Siedlung der Hallstattzeit.                                                                   | D-6-6028-0040 |      |
| (Standort) | Bestattungsplatz mit verebneten Grabhügeln vorgeschichtlicher Zeitstellung.                   | D-6-6028-0064 |      |
| (Standort) | Bestattungsplatz mit Grabhügeln vorgeschichtlicher Zeitstellung.                              | D-6-6028-0071 |      |
| (Standort) | Siedlung der Linearbandkeramik und des Mittelneolithikums                                     | D-6-6028-0100 |      |
| (Standort) | Untertägige Teile der spätmittelalterlichen bis frühneuzeitlichen Kath. Kirche Mariä Geburt   | D-6-6028-0159 |      |